# Velp (Rheden)

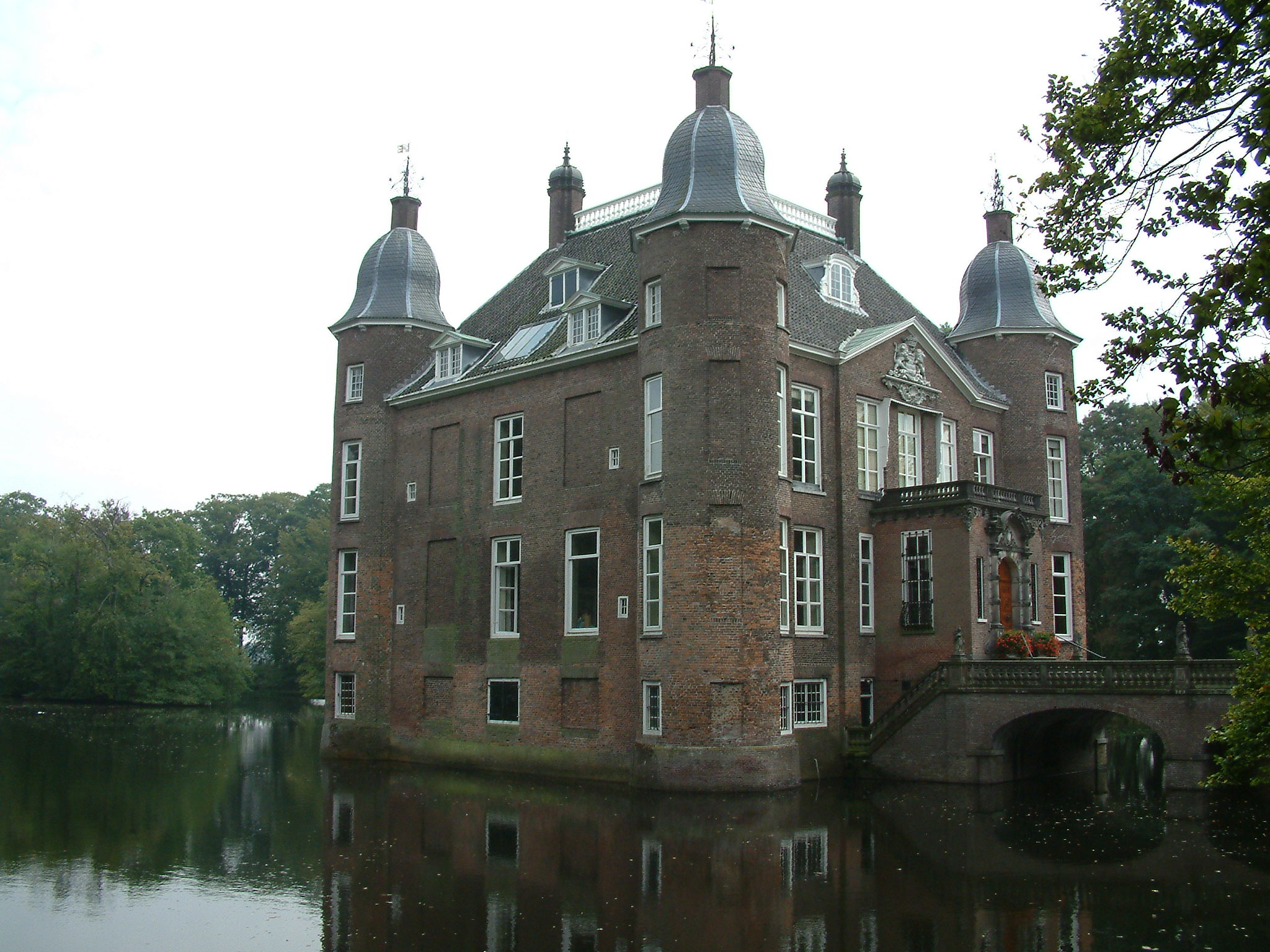
Schloss Biljoen

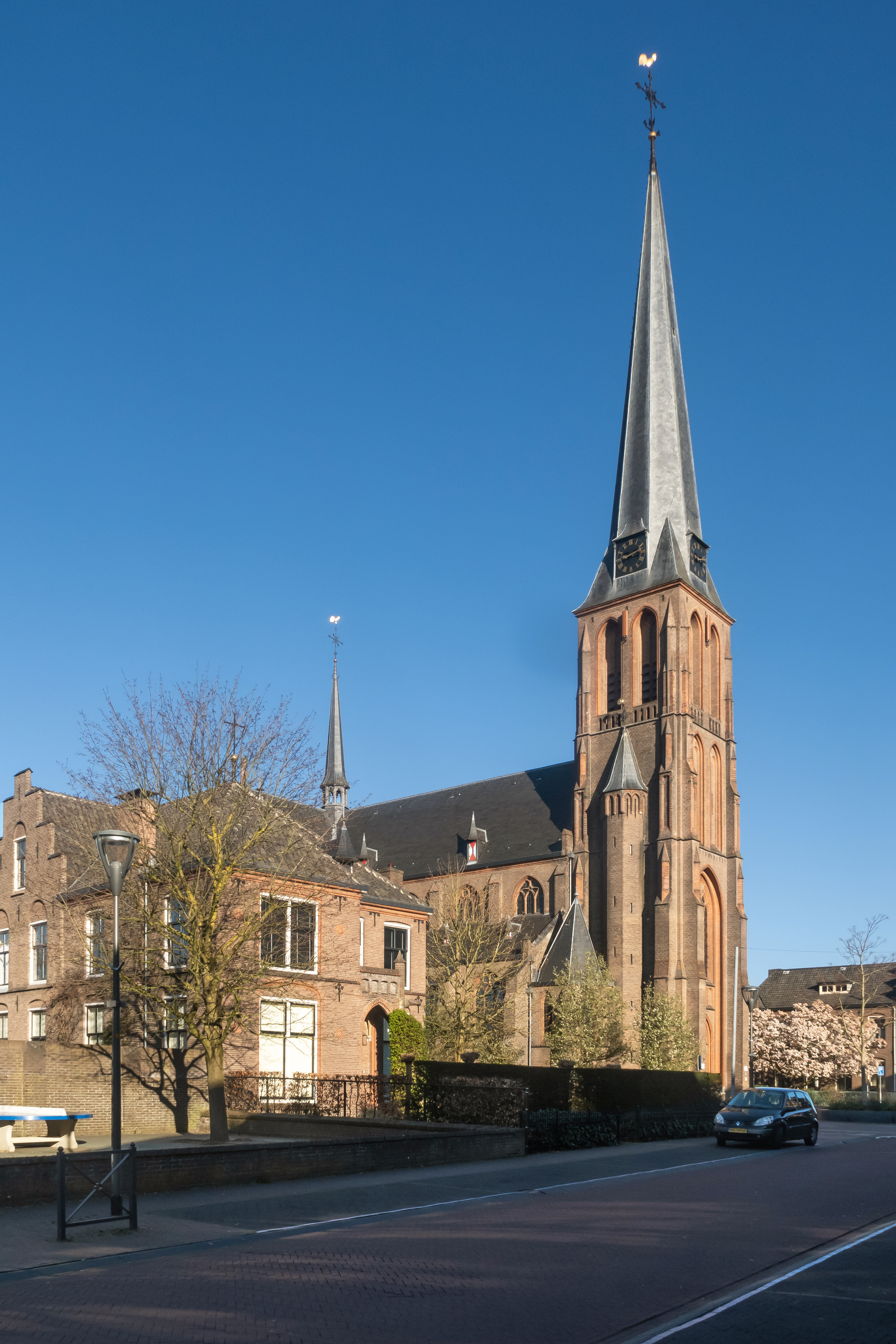
Velp, Kirche: Onze Lieve Vrouw Visitatiekerkkerk3

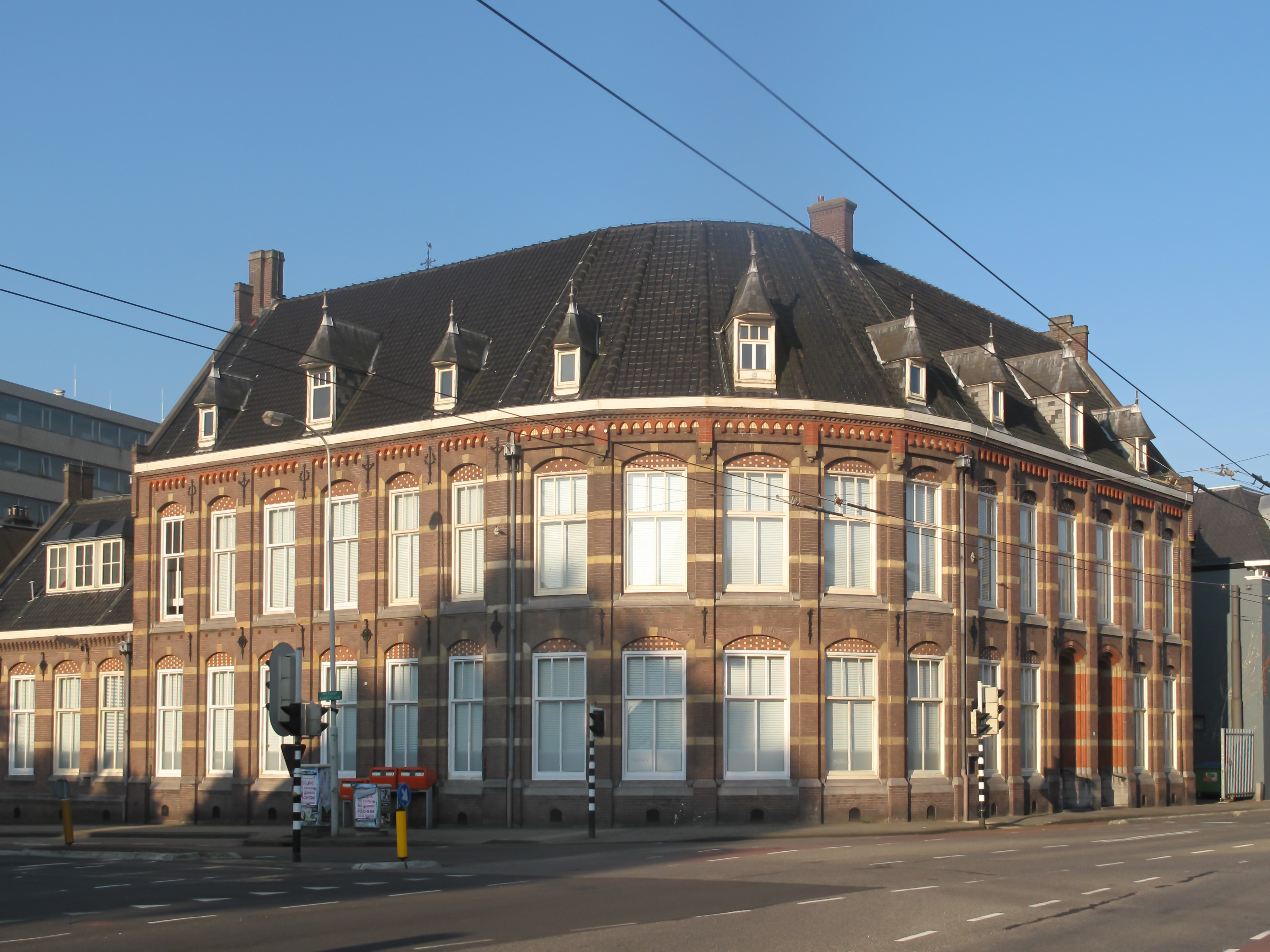
Vormals Postamt an der Hoofdstraat

Velp ist ein Ort in der Gemeinde Rheden in der niederländischen Provinz Gelderland. Er grenzt sowohl an die Orte Rheden und Rozendaal (Gemeinde Rozendaal) als auch an die Stadt Arnhem. Velp zählt 18.375 Einwohner (Stand: 1. Januar 2024) und hat eine Grundfläche von 11,02 km². Die Autobahn A 12 bildet die Trennungslinie zwischen Arnhem und Velp. Andere wichtige Verkehrsadern sind sie Provinzstraßen N 348 und N 785. Velp wird durchkreuzt von der Bahnstrecke Arnhem–Leeuwarden. Im Norden dieser Strecke befinden sich grüne, ruhige Villengebiete, während Velp-Süd durch einfache Bebauung gekennzeichnet ist. Im Norden von Velp liegt die bekannte Emmapyramide.
Am 1. Januar 1812 wurde die Gemeinde Rheden aufgeteilt in die Gemeinden Dieren und Velp. Der neuen Gemeinde Velp wurde dabei auch das Dorf Rozendaal hinzugefügt. Bereits am 1. Januar 1818 wurde diese Gemeinde wieder aufgehoben. Velp und Dieren bildeten erneut die Gemeinde Rheden und Rozendaal wurde eine selbständige Gemeinde.

## Der Goldschatz von Velp
Im Jahr 1851 wurde in Velp ein Schatz ausgegraben, der aus goldenen spätrömisch-frühmerowingischen Kunstgegenständen bestand (Schatz von Velp). Der Schatz wurde an Preußen verkauft und gelangte zunächst nach Berlin. 1945 wurde dieser durch die russische Besatzungsmacht mitgenommen. Seitdem liegt er in einem Moskauer Museum. Bereits 1715 war in Velp ein Depotfund ähnlicher Zeitstellung entdeckt worden.

## Monumente und Sehenswürdigkeiten
- Geldersches Geologisches Museum
- Kasteel Biljoen
- Ned. Hervormde Kerk
- Villapark Overbeek

## Kultur und Events
- Koningsdag (Königstag, Nationalfeiertag am 27. April)– Velleper Oranjemarkt, Einkaufsmeile und Straßenmalerei. Der Koningsdagmarkt in Velp ist mit mehr als 180 Geschäften zum größten Markt im Osten der Niederlande herangewachsen. Tontaubenschießen, 150 Oldtimer vor dem Kasteel Biljoen, Villaparkkonzert, Organisation: Oranje Klassieker Rit Velp / Velp Voor Oranje
- Velleper Donderdagen – An den letzten beiden Donnerstagen im Juli und den ersten beiden Donnerstagen im August ist das Fest der Velleper Donderdagen (rund um die Hoofdstraat). Jeder Donnerstag steht unter einem eigenen Thema.
- Burgenbau – Bei diesem Event bauen Kinder eine Woche lang auf dem Terrein von MBO Helicon unter Anleitung Hütten auf.
- Dag van de buurt – Tag der Nachbarschaft. Im Herzen von Velp-Süd wird zum Nachbarschaftstag ein kleiner Markt organisiert.
- Jährlicher Laternenumzug durch die Velper Jugend
- ganzjährig Lesungen, Konzerte, Lesezirkel, Filmclub - Buchhandlung Jansen & De Feijter, Emmastraat
- Regelmäßige Konzerte des Smartlappen-Chores
- Posbankloop, jährlich stattfindende Langlaufveranstaltung im September.
- Avondvierdaagse in der ersten vollen Woche im Juni. Organisiert durch die Wandersportvereinigung "Steeds Voorwaarts" und durch de Blaospiepkes.
- Karneval im Februar/März, organisiert durch den Karnevalsverein „De Narrenkap“

## Höhere Berufsschulen
Die Hogeschool Van Hall Larenstein hat Büros in Leeuwarden und in Velp. Sie bietet Lehrveranstaltungen in folgenden Studiengängen an: Forst- und Naturwirtschaft, Garten- und Landschaftsgestaltung, Land- und Wassermanagement, Betriebskunde und Agribusiness, Lebensmitteltechnologie, Tier- und Viehhaltung, International Development Management.
Arboricultura ist eine Studentenvereinigung der Hogeschool Van Hall Larenstein und der MBSC Helicon.

## Persönlichkeiten

### In Velp geboren
- Mina Kruseman (1839–1922), Feministin und Schauspielerin
- Arnold Willem Pieter Verkerk Pistorius (1838–1893), Publizist und Beamter in Niederländisch-Indien
- Gerardus Bulten (1871–1955), Politiker
- Herman van Remmen (1889–1967), Bildhauer
- J.W.F. Werumeus Buning (1891–1958), Schriftsteller
- Daniël de Blocq van Scheltinga (1903–1962), Junker und Politiker
- Pieter Geraedts (1911–1978), Maler und Glaser
- Leendert Gerrit Westerink (1913–1990), Altphilologe
- Dirk Theodorus Geerlings (1914–1945), Eisenbahningenieur und Widerstandskämpfer
- Jo Teunissen-Waalboer (1919–1991), Athlet
- Jan Siebelink (1938), Schriftsteller
- John Jansen van Galen (1940), Schriftsteller/Journalist
- Miep Brons-Tang (1943–2011), Geschäftsfrau
- Charles Bijleveld (1944), Mediziner, Kinderarzt
- Koos van Zomeren (1946), Schriftsteller
- Karel Aalbers (1949), Fußballfunktionär
- Sammy van Tuyll van Serooskerken (1951), Politiker
- Lydia Rood (1957), Schriftstellerin
- Jan Goossens (1958), Fußballspieler
- René Klaassen (1961), Hockeyspieler
- Ho-Pin Tung (1982), Rennfahrer
- Jhon van Beukering (1983), Fußballspieler

### In Velp gestorben
- Jean François Bijleveld (1794–1875), Politiker
- Catharina van Rees (1831–1915), Komponistin, Schriftstellerin und Feministin
- Simon Abramsz (1867–1924), Schriftsteller
- August Eduard Zimmerman (1861–1926), Bürgermeister
- Louis Bouwmeester (1882–1931), Geiger
- Mence Dros-Canters (1900–1934), Sportlerin
- Anne Willem Jacob Joost van Nagell (1851–1936), Bürgermeister
- Louis François Joseph Maria van Voorst tot Voorst (1870–1939), Politiker
- Hélène Swarth (1859–1941), Dichterin
- Henri Bloemers (1880–1947), Politiker, Regisseur und Bürgermeister
- Nico Vijlbrief (1890–1972), Politiker
- Hendrik Adams (1900–1980), Politiker (Bauernpartei)
- Jo Meynen (1901–1980), Politiker
- Hendrik Willem van Tricht (1897–1982), Rektor und Publizist
- Leo van Wensen (1899–1984), Bürgermeister
- Bernard Drukker (1910–1992), Organist
- Carel Beke (1913–2007), Schriftsteller
- Guus Dijkhuizen (1937–2013), Schriftsteller, Publizist und Galerist
- Ludwig Otten (1924–2016), Komponist